# Demonax testaceus
Demonax testaceus là một loài bọ cánh cứng trong họ Cerambycidae.